# جین، میزوری
جین (به انگلیسی: Jane) یک روستا در ایالات متحده آمریکا است که در شهرستان مک‌دونالد، میزوری واقع شده‌است. جین N/A نفر جمعیت دارد و ۲۹۹٫۹۳ متر بالاتر از سطح دریا واقع شده‌است.